# Arxiu Capitular de Mallorca

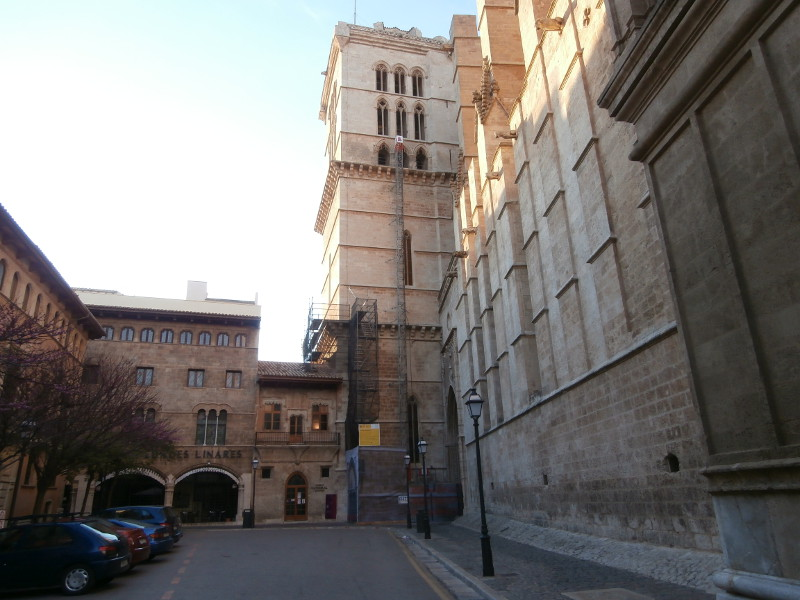
L'accés a l'Arxiu Capitular de Mallorca es fa per la Casa de l'Almoina, a la plaça de la Seu, per la mateixa porta d'entrada al Museu de la Catedral

L'Arxiu Capitular de Mallorca (ACM) és l'arxiu de la Catedral de Mallorca. Conserva tota la documentació generada pel Capítol de Mallorca en l'exercici de les seves funcions, des del segle xiii fins a l'actualitat.
Conserva més de 6.000 pergamins i 5.000 llibres d'arxiu, a més d'altre tipus de documentació. A l'Arxiu es conserven còdexs de gran valor, com el Llibre de la Cadena o el Llibre Groc, però també sèries fonamentals per a l'estudi de la Catedral com són les actes capitulars -actes de les reunions del Capítol- o els llibres de fàbrica -que documenten l'obra de la Catedral-. A més de documentació referent a l'administració, govern i litúrgia de la Catedral cal destacar que a l'Arxiu Capitular de Mallorca es conserva documentació relativa a la vida civil de Mallorca, com són els llibres de protocols notarials dels segles XIV al xviii, informació sobre herències de famílies nobles i documentació diversa sobre possessions, llogarets i alqueries de Mallorca després de la Conquesta. Finalment, també conserva el fons musical de la Catedral.

## Missió
Segons la carta de serveis de l'Arxiu, la seva missió és «recollir, conservar i difondre el patrimoni documental de la Catedral de Mallorca, entenent com a tal tota la documentació, actual o històrica, en qualsevol tipus de suport, produïda o rebuda pel Capítol en l'exercici de les seves funcions».

## Història
La història de l'Arxiu comença amb la construcció de la Catedral i amb la creació del Capítol de canonges. Malgrat que l'Arxiu neix en el mateix moment en què el Capítol crea el primer document, la reagrupació de tots els documents en un mateix espai físic no es produeix fins al 1526. Inicialment els documents estaven disgregats per les sagristies de les capelles. L'any 1526 tots els documents es reuneixen en la sagristia major; i quatre anys més tard, el 1530, el bisbe Rodrigo Sánchez del Mercado ordenà la construcció d'unes dependències dedicades a arxiu. El canonge Jeroni Milià va ser elegit primer canonge arxiver i, des de llavors i de forma quasi ininterrompuda, un membre del Capítol ha ostentat el càrrec de canonge arxiver.

## Catàleg
L'Arxiu fou catalogat pel canonge arxiver Mn. Josep Miralles Sbert (qui posteriorment fou nomenat bisbe) entre els anys 1896 i 1901. La documentació es va dividir en 3 grans grups:
- Llibres manuscrits: 5.167 unitats.[1]
- Quaderns i papers solts: 2.948 unitats en 320 caixes.[3]
- Pergamins: 6.087 unitats.[1]

Entre els anys 1936 i 1943 el catàleg de fitxes es passà a format llibre, editant-se una publicació en 3 volums, que facilitava la consulta. Actualment s'ha publicat un CD amb aquest catàleg digitalitzat. En aquest CD, que es pot adquirir a l'Arxiu, els investigadors trobaran un document en format PDF per a cadascun dels volums en paper originals. D'aquesta manera ja no és necessari que els investigadors es desplacin a l'Arxiu per a consultar el catàleg en paper, sinó que ho poden fer des de casa seva. A més, amb aquest CD no només es facilita l'accés sinó també la recuperació d'informació, ja que es poden fer cerques automàtiques a través de l'opció de cerca del lector de PDF.

## Sèries
| SÈRIE                         | DATES EXTREMES  |
| ----------------------------- | --------------- |
| Aniversaris                   | 1377-1863       |
| Clavaria                      | 1377-1863       |
| Almoines                      | 1420-1863       |
| Sagristia                     | 1389-actualitat |
| Actes capitulars              | 1299-actualitat |
| Correspondència               | 1823-1895       |
| Fábrica                       | 1327-1740       |
| Distribucions                 | 1400-1892       |
| Vuitens                       | 1444-1849       |
| Comptes                       | 1344-1574       |
| Mesa capitular                | 1400-1821       |
| Mesa episcopal                | 1587-1801       |
| Porció temporal               | 1325-1813       |
| Confraries                    | 1495-1731       |
| Ploms                         | 1837-1874       |
| Misses                        | 1719-1890       |
| Dipositaria                   | 1796-1837       |
| Capbreus, còdexs i repertoris | S. XIII-XVIII   |
| Llibres sacramentals          | 1500-actualitat |
| Herències i "mandes pies"     | 1435-1781       |
| Protocols notarials           | 1314-1717       |
| Porció del reial patrimoni    | 1350-1694       |